# Living in the Background
Living in the Background é o álbum de estreia de Baltimora, lançado em 1985 pela gravadora EMI.
O álbum contém quatro singles. O primeiro single, "Tarzan Boy", foi o single de maior sucesso de Baltimora, se tornando uma música popular dos anos 80. Conseguiu a posição 13 na Billboard Hot 100 e 3 no Reino Unido, além de entrar nas paradas musicais de vários países europeus. O segundo single, "Woody Boogie", foi lançado apenas na Europa, e por ser lançado no mesmo período em que o single anterior ainda permanecia nas paradas, este não conseguiu tanto sucesso. O terceiro single, "Living in the Background" lançado em 1985 na Europa e no ano seguinte nos Estados Unidos e Canadá, permaneceu quatro semanas na Billboard Hot 100, e conseguiu apenas a posição número 87. O quarto e último single, "Juke Box Boy", lançado somente na Europa, conseguiu entrar na parada musical apenas da Itália, na posição número 12.
O álbum foi relançado diversas vezes e em vários formatos. Em 1986, o álbum foi lançado com mais duas faixas bônus, "Up with Baltimora" e "Juke Box Boy", essa última viria a ser lançada como single nesse mesmo ano.
Nas paradas musicais, o álbum chegou a posição #49 na Billboard 200, e #18 na parada musical da Suécia. O álbum foi certificado Ouro em 1986 no Canadá.

## Faixas
| N.º | Título                     | Duração |  |
| 1.  | "Tarzan Boy"               | 6:15    |  |
| 2.  | "Pull the Wires"           | 4:46    |  |
| 3.  | "Living in the Background" | 6:05    |  |
| 4.  | "Woody Boogie"             | 5:50    |  |
| 5.  | "Chinese Restaurant"       | 5:14    |  |
| 6.  | "Running for Your Love"    | 5:50    |  |

### Edição doCanadá
| N.º | Título                             | Duração |  |
| 1.  | "Tarzan Boy" (Single Version)      |         |  |
| 2.  | "Living in the Background" (Remix) |         |  |
| 3.  | "Juke Box Boy"                     |         |  |
| 4.  | "Pull the Wires"                   |         |  |
| 5.  | "Woody Boogie"                     |         |  |
| 6.  | "Chinese Restaurant"               |         |  |
| 7.  | "Running for Your Love"            |         |  |
| 8.  | "Up with Baltimora"                |         |  |

## Posições nas paradas musicais
| Parada musical (1985/1986)          | Melhor posição |
| ----------------------------------- | -------------- |
| Canadá (RPM Top 100 Albums)         | 49             |
| Estados Unidos (Billboard 200)      | 49             |
| Finlândia (Suomen virallinen lista) | 10             |
| Suécia (Sverigetopplistan)          | 18             |

## Certificações
| País                  | Certificação | Data                | Vendas certificadas |
| --------------------- | ------------ | ------------------- | ------------------- |
| Canadá (Music Canada) | Ouro         | 26 de julho de 1986 | 50,000              |